# Ipofosfatemia
L'ipofosfatemia è un disturbo elettrolitico caratterizzato da un livello anormalmente basso di fosfato nel sangue. La condizione ha molte cause, ma è più frequente quando a pazienti malnutriti (ed in particolare alcolisti cronici) vengono date grandi quantità di carboidrati. Questa cosa crea una forte domanda di fosforo da parte delle cellule, e questo fosforo proviene dal sangue, dal quale viene rimosso (cosiddetta sindrome da rialimentazione).
Fra le prime segnalazioni dei gravi effetti clinici correlati all'ipofosfatemia vi furono le osservazioni sulla mortalità nei prigionieri dei campi di concentramento della seconda guerra mondiale allorché venivano rialimentati. La sopravvivenza risultava più elevata fra coloro che ricevevano latte (ricco in fosfati) rispetto a quelli che non lo ricevevano. Problemi simili di malnutrizione ed ipofosfatemia furono riscontrati nei prigionieri alleati tenuti nei campi di concentramento dei giapponesi.
La misurazione della fosfatemia può non riflettere il contenuto totale di fosforo dell'organismo (le riserve, cioè il fosforo dei depositi) poiché nel corpo umano la maggior parte del fosforo è contenuta nelle ossa, nella forma di cristalli di idrossiapatite. Inoltre il fosfato extracellulare è solo una piccola parte delle riserve di fosforo dell'organismo, dato che la gran parte dell'elemento è intracellulare. Naturalmente i comparti intra ed extra cellulare sono in equilibrio ed è possibile lo spostamento di fosforo tra l'uno e l'altro.
Poiché una diminuzione di fosfato nel sangue è talvolta associata con un aumento di fosfato nelle urine, i termini "ipofosfatemia" e "fosfaturia" vengono talvolta usati in modo intercambiabile. Tuttavia questo modo di fare è improprio in quanto esistono molte cause di ipofosfatemia oltre alla eccessiva escrezione ed alla fosfaturia, e infatti le più comuni cause di ipofosfatemia non sono associate con fosfaturia.

## Funzioni del fosfato
Il fosfato entra a far parte delle membrane cellulari nelle molecole dei fosfolipidi, della matrice dell'osso come molecola di idrossiapatite, ed è inoltre coinvolto nelle reazioni energetiche della cellula poiché è un componente essenziale dell'ATP (adenosin-trifosfato). Il fosforo partecipa a mantenere il pH dell'organismo entro un range limitato, entrando a far parte dei sistemi tampone, cioè dei sistemi regolatori del pH. Lo stesso DNA, acido desossiribonucleico, presenta uno scheletro costituito da gruppi fosfato.

## Regolazione omeostasi fosfato
La regolazione della omeostasi del fosfato è complessa. Il metabolismo dell'osso, segnatamente l'omeostasi del calcio, influenza la fosfatemia. In caso di ipocalcemia si ha un incremento delle concentrazioni ematiche dell'ormone paratiroideo, che a sua volta determina il rilascio di calcio e fosfato dall'osso. Il piccolo intestino, ed in particolare il digiuno è invece deputato all'assorbimento del fosforo. L'assorbimento è favorito dalla vitamina D, prodotta dal rene in grande quantità in caso di ipofosfatemia. Il fosfato viene eliminato a livello renale, ma nel tubulo contorto prossimale si assiste ad un riassorbimento quasi completo. L'eliminazione renale è invece stimolata dal paratormone che inibisce proprio il riassorbimento da parte del tubulo prossimale.

## Classificazione
L'ipofosfatemia può essere classificata come:
- Lieve (concentrazione di fosfato sierico 2,5–3 mg/dl)
- Media (concentrazione di fosfato sierico 1–2 mg/dl)
- Grave (concentrazione di fosfato sierico <1 mg/dl)

Le prime due forme di ipofosfatemia possono non determinare evidenti segni clinici (forme subcliniche) mentre la forma grave può essere invece correlata a disturbi significativi.
I soggetti con concentrazioni sieriche di fosfato inferiori ad 1 mg/dl possono presentare un tasso di mortalità pari al 30%.

## Cause comuni di ipofosfatemia
- Sindrome da rialimentazione. Questa sindrome provoca una eccessiva domanda di fosfato nelle cellule a causa dell'azione della fosfofruttochinasi[si intendeva la glucochinasi?], un enzima che attacca una molecola di fosfato al glucosio per darne inizio al metabolismo. Inoltre la stessa produzione di ATP, quando le cellule vengono alimentate e possono ripristinare le loro riserve energetiche, richiede fosfato.[6][7]
- Alcalosi respiratoria. Qualsiasi condizione comportante alcalosi rimuove fosfato dal sangue e ne comporta la penetrazione nelle cellule. Ciò è vero nella comune alcalosi respiratoria (una condizione in cui il pH ematico è superiore alla norma a causa di bassi livelli ematici di anidride carbonica), che a sua volta è causata da qualsiasi situazione comportante iperventilazione (come ad esempio l'iperpiressia, la sepsi, il dolore, l'ansia, la sindrome astinenziale dei drogati, e molte altre cause). Questo fenomeno si verifica perché nell'alcalosi respiratoria l'anidride carbonica (CO2) diminuisce nello spazio extracellulare, permettendo alla CO2 intracellulare di diffondere liberamente dalla cellula. Questo calo della CO2 intracellulari provoca un aumento del pH cellulare, il quale a sua volta ha un effetto stimolante sulla glicolisi. Poiché il processo di glicolisi richiede fosfato (il prodotto finale della glicolisi è infatti l'adenosina trifosfato), il risultato è un assorbimento massiccio del fosfato presente nel siero verso il tessuto metabolicamente attivo (ad esempio il muscolo). È interessante notare, tuttavia, che questo effetto non si verifica nell'alcalosi metabolica, poiché in questi casi la causa dell'alcalosi è un aumento del bicarbonato piuttosto che una riduzione della CO2.

Il bicarbonato, a differenza della CO2, ha una scarsa capacità di diffusione attraverso la membrana cellulare e quindi determina solo un modesto cambiamento nel pH intracellulare.
- Abuso di alcool. L'alcool altera l'assorbimento del fosfato. Gli alcolisti in genere sono anche malnutriti, ed in particolare presentano insufficiente apporto di minerali. Inoltre, il trattamento dell'alcolismo cronico prevede una rialimentazione, e lo stress di astinenza da alcol può creare alcalosi respiratoria, che aggrava l'ipofosfatemia (vedi sopra).
- Malassorbimento. I problemi da sindrome da malassorbimento includono alterazioni dell'apparato gastrointestinale, ridotta capacità di assorbire i fosfati a causa della mancanza di vitamina D, l'uso cronico di chelanti del fosforo, come ad esempio il sucralfato, gli antiacidi contenenti alluminio e, più raramente, quelli contenenti calcio.
- Perdite renali. Si verificano a seguito di diuresi osmotica o di un trattamento diuretico ad alti dosaggi. Possono essere dovute ad iperparatiroidismo, primario o secondario.

Altre perdite: una riduzione del fosfato contenuto nell'organismo si verifica anche in caso di gravi ustioni e nella sepsi.
Altre cause più rare includono:
- Alcuni tipi di linfomi o leucemie
- Cause ereditarie
- Insufficienza epatica
- Osteomalacia indotta da una neoplasia.

## Fisiopatologia
L'ipofosfatemia è causata da uno dei seguenti meccanismi:
- Insufficiente apporto (spesso smascherato dalla rialimentazione, dopo un lungo periodo di scarsa assunzione di fosfato)
- Escrezione aumentata (nel caso ad esempio di iperparatiroidismo oppure di rachitismo ipofosfatemico)
- Passaggio del fosforo dal comparto extracellulare nello spazio intracellulare (fenomeno che si verifica in corso di trattamento della chetoacidosi diabetica, nella rialimentazione, aumento della domanda cellulare nel breve termine - sindrome di fame ossa - e nella alcalosi respiratoria acuta)

## Segni e sintomi
Debolezza e miopatia (disfunzione muscolare) sono i sintomi predominanti.
La debolezza coinvolge i principali gruppi muscolari scheletrici comportando ipostenia ma può anche manifestarsi come diplopia (coinvolgimento dei muscoli estrinseci dell'occhio), bassa gittata cardiaca (muscolo cardiaco), disfagia (muscolatura liscia esofagea) e depressione respiratoria (muscoli respiratori, in particolare il diaframma).
Alterazioni dello stato mentale sono estremamente frequenti e possono variare dalla irritabilità, allo stato confusionale oppure alla letargia, fino al delirio e coma.
Sono anche relativamente frequenti alcune manifestazioni ematologiche tra cui l'anemia emolitica acuta ed una disfunzione dei leucociti  (compromessi in particolare nelle loro funzioni di fagocitosi e di chemiotassi).
La disfunzione leucocitaria può causare tendenza alle infezioni, soprattutto batteriche. L'instabilità delle membrane delle cellule, secondaria ai bassi livelli di ATP, può causare rabdomiolisi e conseguente aumento della creatinin-fosfochinasi (CPK). Anche la già citata anemia emolitica è verosimilmente secondaria ad instabilità della membrana cellulare.
L'ipofosfatemia può compromettere il trasporto dell'ossigeno, probabilmente per una ridotta sintesi di 2,3 difosfoglicerato, la molecola che facilita il rilascio di ossigeno dall'emoglobina degli eritrociti.
Anche la funzione di sistema tampone può essere interessata in corso di ipofosfatemia: si può avere una alterazione nell'interpretazione dell'equilibrio acido-base, in particolare per il cosiddetto gap anionico.

## Trattamento
L'ipofosfatemia grave deve essere trattata con infusione endovenosa di fosfato. Preparazioni standard endovenose di fosfato di potassio sono disponibili e vengono utilizzate di routine nei pazienti malnutriti e negli alcolisti.
In caso di ipofosfatemia moderata può essere sufficiente un trattamento per via orale , sempre che questo sia possibile (paziente in grado di deglutire o provvisto di sondino naso-gastrico).